# Power Play (rivista tedesca)
Power Play è stata una rivista tedesca dedicata ai videogiochi, la prima a nascere assieme ad ASM. Venne pubblicata dal 1987 al 2000 ed era a volte la più venduta nel suo settore.
Non va confusa con la rivista PC PowerPlay, apparsa tra la fine del 2004 e l'ottobre 2007. Dal 2012 al 2013, venne ristampata come CHIP Power Play, in cui erano coinvolti numerosi ex redattori originari. All'inizio del 2014 venne annunciata un'edizione puramente digitale per tablet.
Power Play nacque dalla sezione del gioco di Happy Computer ed è apparsa dopo alcuni numeri speciali alla fine del 1988 come supplemento mensile regolare. Dall'inizio del 1990, fu finalmente pubblicata come rivista indipendente. Come Happy Computer, venne edita da Markt & Technik Verlag ad Haar, vicino a Monaco, dove si trovavano gli uffici editoriali. Il primo caporedattore fu Heinrich Lenhardt e la redazione comprendeva  Boris Schneider, Martin Gaksch e Anatol Locker. Più tardi, tra gli altri, si unirono anche Michael Hengst, Knut Gollert, Winnie Forster e Richard Eisenmenger.
Nel 1993, Rolf Boyke inserì il fumetto serialeStarkiller e lavorò come progettista di layout per la rivista.
Power Play pubblicò anche alcuni numeri speciali a intervalli irregolari. Tra le altre cose, si trattava di Power Play PC (solo su giochi per PC, come supplemento a un dischetto floppy da 5,25 pollici con demo o, ad esempio, la versione completa del gioco Atomino), speciali di Tips & Tricks o un'edizione speciale dei migliori giochi al momento. Anche libri come The Mogel Games Power  (1994) apparvero con l'etichetta  Power Play -  presso l'editore Markt & Technik.